# کومارووکا پودلاسکا
کومارووکا پودلاسکا (به لهستانی:  Komarówka Podlaska) یک روستا در لهستان است که در گمینا کومارووکا پودلاسکا واقع شده‌است. کومارووکا پودلاسکا  ۱٬۳۰۰ نفر جمعیت دارد.